# 卡爾霍恩縣 (佛羅里達州)
卡爾霍恩縣（英語：Calhoun County）是美國佛羅里達州西北部的一個縣。面積1,488平方公里。根據美國2000年人口普查估計，共有人口13,017人。縣治布朗斯顿（Blountstown）。
成立於1858年12月31日。縣名紀念曾任兩屆副總統的約翰·C·卡爾霍恩（John Caldwell Calhoun）。